# Kingsburg (Kalifornia)
Kingsburg – miasto w Stanach Zjednoczonych, w stanie Kalifornia, w hrabstwie Fresno. Według spisu ludności przeprowadzonego przez United States Census Bureau w roku 2010, w Kingsburg mieszka 11 382 mieszkańców.